# Correntina
Correntina est une municipalité de l'État de Bahia au Brésil.
Elle appartient à la Microrégion de Santa Maria da Vitória.